# Jașkiv
Jașkiv (în ucraineană Жашків) este orașul raional de reședință al raionului Jașkiv din regiunea Cerkasî, Ucraina. În afara localității principale, nu cuprinde și alte sate.

## Demografie
Componența lingvistică a orașului Jașkiv
     Ucraineană (97,34%)
     Rusă (2%)
     Alte limbi (0,42%)
Conform recensământului din 2001, majoritatea populației orașului Jașkiv era vorbitoare de ucraineană (97,34%), existând în minoritate și vorbitori de rusă (2%).

## Legături externe
- pl Żaszków în Dicționarul geografic al Regatului Poloniei și al altor țări slave, volum XIV (Worowo — Żyżyn) 1895

- pl Żaszków în Dicționarul geografic al Regatului Poloniei și al altor țări slave, volum XV, p. 2 (Januszpol — Wola Justowska)1902